# Ciak d'oro per la migliore fotografia

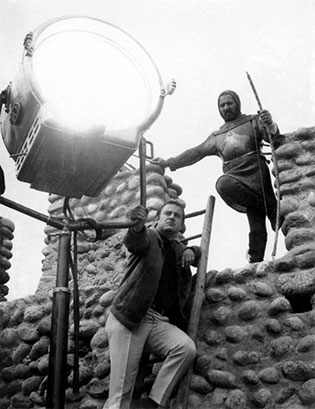
Dante Spinotti è stato il primo a conquistare il premio, che ottiene tre volte.

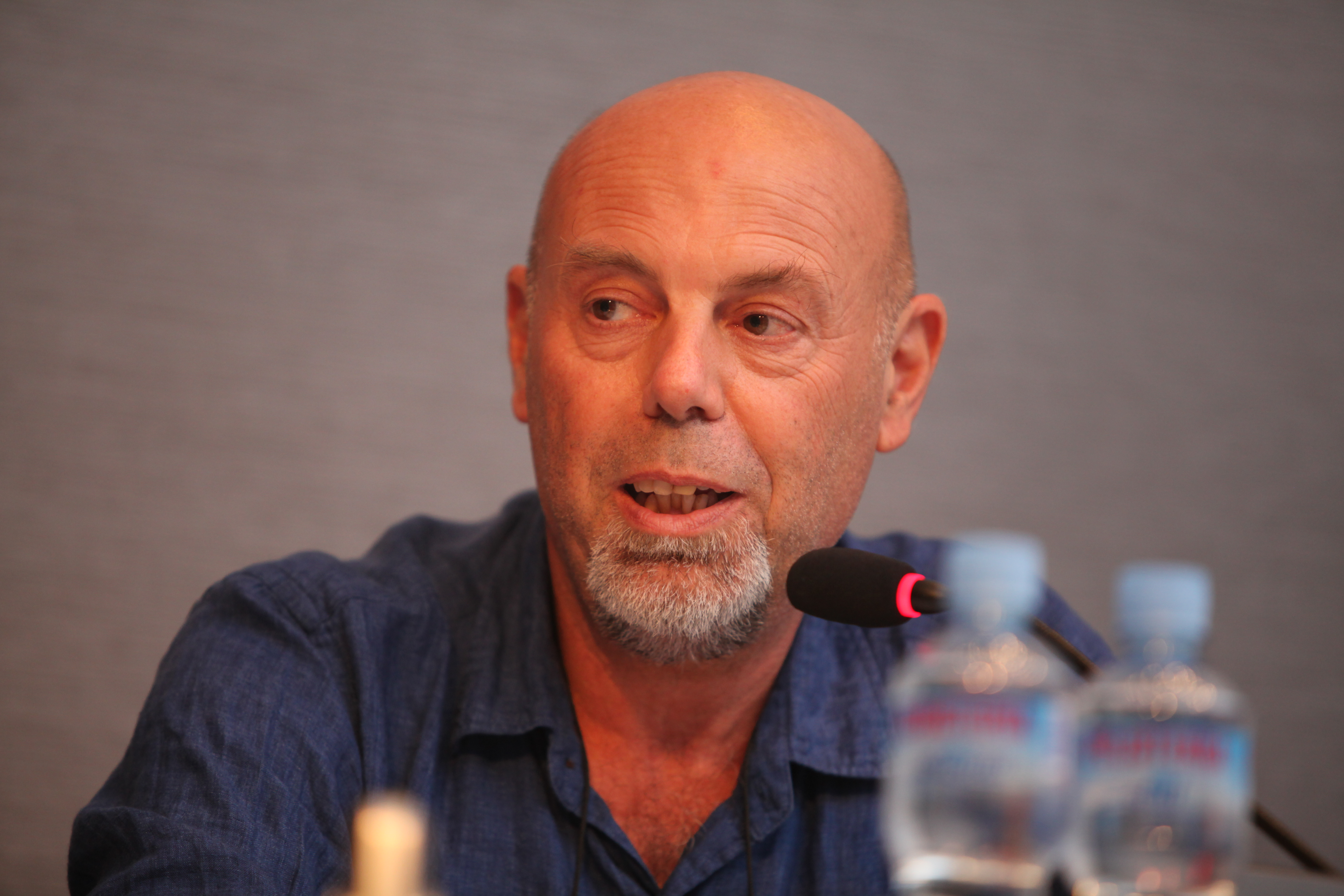
Luca Bigazzi detiene il record di vittorie con dieci premi su diciotto candidature.

Il Ciak d'oro per la migliore fotografia è un premio assegnato nell'ambito dei Ciak d'oro che premia un direttore della fotografia in un film di produzione italiana. Viene assegnato attraverso una giuria tecnica composta da giornalisti ed esperti del settore dal 1986.

## Vincitori e candidati
I vincitori sono indicati in grassetto, a seguire gli altri candidati.

### Anni 1980
- 1986 – Dante Spinotti per Interno berlinese[1]
  - Pasquale Rachini per Festa di laurea
  - Tonino Delli Colli ed Ennio Guarnieri per Ginger e Fred
  - Silvano Ippoliti per Miranda
  - Camillo Bazzoni per Speriamo che sia femmina
  - Danilo Desideri per Troppo forte
  - Giuseppe Ruzzolini per Tutta colpa del paradiso
- 1987 – Giuseppe Lanci per Diavolo in corpo[1]
  - Silvano Ippoliti per Capriccio
  - Blasco Giurato per Il camorrista
  - Maurizio Dell'Orco per Storia d'amore
  - Giuseppe Ruzzolini per Stregati
- 1988 – Vittorio Storaro per L'ultimo imperatore[1]
  - Giuseppe Rotunno per Giulia e Giulia
  - Giuseppe Lanci per La visione del sabba
  - Franco Di Giacomo per Oci ciornie
  - Tonino Nardi per Regina
- 1989 – Dante Spinotti per La leggenda del santo bevitore[1]
  - Tonino Nardi per I ragazzi di via Panisperna
  - Blasco Giurato per Nuovo Cinema Paradiso
  - Giuseppe Rotunno per Rebus
  - Alessio Gelsini Torresi per Snack Bar Budapest

### Anni 1990
- 1990 – Tonino Delli Colli per La voce della Luna[1]
  - Fabio Cianchetti per Amori in corso
  - Pasqualino De Santis per Dimenticare Palermo
  - Giuseppe Lanci per Palombella rossa
  - Pasquale Rachini per Storia di ragazzi e di ragazze
- 1991 – Vittorio Storaro per Il tè nel deserto[1]
- 1992 – Alessio Gelsini Torresi per Americano rosso[1]
  - Pasquale Rachini per Bix
  - Ennio Guarnieri per Il proiezionista (The Inner Circle)
  - Franco Di Giacomo per Rossini! Rossini!
  - Tonino Delli Colli per Una storia semplice
- 1993 – Luca Bigazzi per Morte di un matematico napoletano[2]
  - Aldo Di Marcantonio per Confortorio
  - Tonino Nardi e Renato Tafuri per Il ladro di bambini
  - Maurizio Calvesi per La discesa di Aclà a Floristella
  - Luca Bigazzi per Nero
  - Alessandro Pesci per Un'altra vita
- 1994 – Dante Spinotti per Il segreto del bosco vecchio[3]
  - Giuseppe Lanci per Caro diario
  - Mauro Marchetti per Dellamorte Dellamore
  - Italo Petriccione per Sud
  - Luca Bigazzi per Un'anima divisa in due
- 1995 – Luca Bigazzi per Lamerica[1]
  - Vincenzo Marano per Barnabo delle montagne
  - Massimo Pau per Il branco
  - Maurizio Calvesi per OcchioPinocchio
  - Blasco Giurato per Una pura formalità
- 1996 – Luca Bigazzi per L'amore molesto e Lo zio di Brooklyn[4]
  - Alfio Contini per Al di là delle nuvole
  - Cesare Bastelli per L'arcano incantatore
  - Dante Spinotti per L'uomo delle stelle
  - Giuseppe Rotunno per La sindrome di Stendhal
- 1997 – Antonio Baldoni per Pianese Nunzio, 14 anni a maggio[1]
  - Marco Cristiani per Cresceranno i carciofi a Mimongo
  - Gian Filippo Corticelli per Hotel paura
  - Blasco Giurato per Il carniere
  - Alessandro Pesci per Vesna va veloce
- 1998 – Daniele Ciprì per Tano da morire[1]
- 1999 – Luca Bigazzi per Così ridevano e Fuori dal mondo[1][5]
  - Alessandro Pesci per Baci e abbracci
  - Blasco Giurato per Del perduto amore
  - Fabio Cianchetti per L'assedio
  - Maurizio Calvesi per Nerolio

### Anni 2000
- 2000 – Luca Bigazzi per Pane e tulipani[6]
  - Danilo Desideri per C'era un cinese in coma
  - Giovanni Cavallini per Guardami
  - Giuseppe Lanci per La balia
  - Pietro Sciortino per Un amore
- 2001 – Pasquale Mari per Le fate ignoranti[7]
  - Cesare Accetta per Chimera
  - Franco Di Giacomo per Concorrenza sleale
  - Pasquale Rachini per I cavalieri che fecero l'impresa
  - Alessandro Pesci per La lingua del santo
- 2002 – Fabio Olmi per Il mestiere delle armi[8]
  - Fabio Cianchetti per Il più bel giorno della mia vita
  - Pasquale Mari per L'ora di religione e L'uomo in più
  - Arnaldo Catinari per Luce dei miei occhi
  - Cesare Accetta per Non è giusto
- 2003 – Italo Petriccione per Io non ho paura[9]
  - Marco Onorato per L'imbalsamatore[10]
  - Gian Filippo Corticelli per La finestra di fronte[10]
  - Fabio Zamarion per Respiro[10]
  - Marcello Montarsi per Ricordati di me[10]
- 2004 – Fabio Cianchetti per The Dreamers - I sognatori[11]
  - Daniele Ciprì per Il ritorno di Cagliostro
  - Paolo Carnera per L'amore ritorna
  - Cesare Accetta per L'odore del sangue
  - Marco Onorato per Primo amore
- 2005 – Cesare Accetta per Il resto di niente[12]
  - Italo Petriccione per Alla luce del sole
  - Daniele Ciprì per Come inguaiammo il cinema italiano - La vera storia di Franco e Ciccio
  - Luca Bigazzi per Le conseguenze dell'amore e Le chiavi di casa
  - Gherardo Gossi per Nemmeno il destino e Lavorare con lentezza
- 2006 – Pasquale Mari per Il regista di matrimoni e La passione di Giosuè l'ebreo[13]
  - Fabio Cianchetti per La terra
  - Marcello Montarsi per Notte prima degli esami
  - Luca Bigazzi per Romanzo criminale e Il caimano
  - Gherardo Gossi per Texas
- 2007 – Luca Bigazzi per L'amico di famiglia e La stella che non c'è[14]
  - Stefano Falivene per Anche libero va bene
  - Fabio Olmi per Centochiodi
  - Mario Amura per In memoria di me
  - Fabio Zamarion per La sconosciuta
- 2008 – Alessandro Pesci per Caos calmo[15]
  - Ramiro Civita per Giorni e nuvole
  - Roberto Cimatti per Il vento fa il suo giro
  - Luca Bigazzi per La giusta distanza
  - Arnaldo Catinari per Parlami d'amore
- 2009 – Marco Onorato per Gomorra e Fortapàsc[16]
  - Italo Petriccione per Come Dio comanda
  - Paolo Carnera per Galantuomini
  - Luca Bigazzi per Il divo

### Anni 2010
- 2010 – Daniele Ciprì per Vincere[17]
  - Enrico Lucidi per Baarìa
  - Roberto Cimatti per L'uomo che verrà
  - Pietro Marcello per La bocca del lupo
  - Nicola Pecorini per La prima cosa bella
- 2011 – Andrea Locatelli per Le quattro volte[18]
- 2012 – Luca Bigazzi per La kryptonite nella borsa, Io sono Li e This Must Be the Place[19]
  - Simone Zampagni per Cesare deve morire
  - Gherardo Gossi per Diaz - Don't Clean Up This Blood
  - Arnaldo Catinari per L'industriale
  - Maurizio Calvesi per Magnifica presenza, Ciliegine e Un giorno questo dolore ti sarà utile
- 2013 – Marco Onorato per Reality[20]
  - Daniele Ciprì per Bella addormentata
  - Fabio Cianchetti per Io e te
  - Fabio Zamarion per La migliore offerta
  - Roberto Cimatti per Un giorno devi andare
- 2014 – Luca Bigazzi per La grande bellezza[21]
  - Claudio Collepiccolo per Anni felici
  - Michele D'Attanasio per In grazia di Dio
  - Gianfranco Rosi per Sacro GRA
  - Daniele Ciprì per Salvo
- 2015 – Fabio Olmi per Torneranno i prati[22]
  - Fabio Cianchetti per Il nome del figlio
  - Italo Petriccione per Il ragazzo invisibile e Latin Lover
  - Daniele Ciprì per La buca
  - Arnaldo Catinari per Mia madre
- 2016 – Luca Bigazzi per Youth - La giovinezza e Un bacio[23]
  - Gianfranco Rosi per Fuocoammare
  - Peter Suschitzky per Il racconto dei racconti - Tale of Tales
  - Michele D'Attanasio per Lo chiamavano Jeeg Robot e Veloce come il vento
  - Maurizio Calvesi per Non essere cattivo
  - Daniele Ciprì per Sangue del mio sangue
- 2017 – Ferran Paredes Rubio per Indivisibili[24]
  - Daria D'Antonio per Il padre d'Italia
  - Vladan Radovic per La pazza gioia
  - Luca Bigazzi per La tenerezza
  - Giovanni Canevari per Non è un paese per giovani
- 2018 – Luca Bigazzi per Sicilian Ghost Story[25]
  - Vladan Radovic per Dove cadono le ombre e Figlia mia
  - Fabio Cianchetti per Dove non ho mai abitato
  - Gian Filippo Corticelli per Napoli velata
  - Fabrizio Lucci per The Place
- 2019 – Daniele Ciprì per Il primo re e La paranza dei bambini[26]
  - Michele D'Attanasio per Capri-Revolution[27]
  - Ferran Paredes Rubio per Il vizio della speranza[27]
  - Paolo Carnera per La terra dell'abbastanza[27]
  - Luca Bigazzi per Loro[27]

### Anni 2020
- 2020 – Vladan Radovic per Il traditore[28]
- 2021 – Renato Berta per Qui rido io e Il buco
  - Daniele Ciprì per Il cattivo poeta
  - Francesca Amitrano per La tristezza ha il sonno leggero
  - Gherardo Gossi per Le sorelle Macaluso
  - Michele Cherchi Palmieri e Paolo Ferrari per Marx può aspettare
  - Giuseppe Maio per Mondocane